# Lorenz Bertheau
Lorenz Bertheau (* 5. Januar 1886 in Hamburg; † 6. Januar 1968 in Bad Kösen) war ein evangelischer Pfarrer.

## Leben
Bertheau wuchs als Sohn des lutherischen Pfarrers Carl Bertheau und Meta Louise Bertheau geb. Behn in Hamburg auf. Seine Familie hatte hugenottische Wurzeln. Ab 1905 studierte er Mathematik und Theologie in Halle und Tübingen. An beiden Studienorten wurde er im Wingolf aktiv. Zu seinen Kommilitonen und Bundesbrüdern gehörten u. a. Paul Tillich, Hermann Schafft und Wilhelm Lütgert (damals schon Extraordinarius). In Halle wurde er vor allem von Martin Kähler geprägt. Nach dem Studium wurde er Vikar in Frankfurt (Oder). Seine erste Pfarrstelle hatte er seit 1911 an der St.-Pauli-Kirche in Posen inne. Weitere Stationen als Pfarrer waren Schröttersdorf, Bromberg (unter Generalsuperintendent Paul Blau) und ab 1922 Wallstein. Nachdem er 1925 wegen seines deutschen Patriotismus aus Polen ausgewiesen wurde, arbeitete er kurze Zeit für die Berliner Missionsgesellschaft, bevor er noch im gleichen Jahr Pfarrer an der Lutherkirche in Bad Kösen wurde. Zu seinen Aufgaben gehörte hier unter anderem die geistliche Aufsicht der Landesschule Pforta.
Im Gegensatz zu den damals verbreiteten patriotischen Predigten stellte Bertheau Jesus Christus und dessen Heilswerk für die Menschen in den Mittelpunkt seiner Predigten. So lehnte er auch den Evangelischen Bund und dessen Verteidigung des „deutschen Protestantismus“ ab. Dadurch bekam die Gemeinde ein Alleinstellungsmerkmal im Kirchenkreis Naumburg. Von Beginn des Aufstiegs des Nationalsozialismus an kritisierte Bertheau diesen sachlich vom christlichen Welt- und Menschenbild her. Seit 1933 war er am Kirchenkampf beteiligt. Er gehörte zum Pfarrernotbund und zur Bekennenden Kirche. 1934 wurde er Vorsitzender des Bezirksbruderrats von Naumburg. Am 16. März 1935 wurde er wegen staatsfeindlicher Haltung kurzzeitig in Schutzhaft genommen, weil er sich nicht vom Wort der Bekenntnissynode der Evangelischen Kirche der altpreußischen Union an die Gemeinden vom 4. / 5. März 1935 distanzierte, in dem es heißt: „Wer Blut, Rasse und Volkstum an die Stelle Gottes zum Schöpfer und Herrn der staatlichen Autorität macht, untergräbt den Staat.“ In Bad Kösen wirkte er, bis er 1962 in den Ruhestand ging und dort 1968 verstarb.
Sein Bruder Carl Bertheau III. war ebenfalls an leitender Stelle in der Bekennenden Kirche Hamburgs aktiv. Sein Bruder Martin war Propst in Süd- und Nordangeln.

## Schriften (Auswahl)
- Seelsorge in der Kleinstadt. In: Paul Blau (Hrsg.): Praktische Seelsorge in Einzelbildern aus ihrer Arbeit. Hamburg 1912.